# Gypsophila vedeneevae
Gypsophila vedeneevae är en nejlikväxtart som beskrevs av Lepeschk., V.P. Botschantzev och A.I. Vvedensky. Gypsophila vedeneevae ingår i släktet slöjor, och familjen nejlikväxter. Inga underarter finns listade i Catalogue of Life.